# FHR School of Business
FHR School of Business is een Surinaamse hogeschoolinstelling aan de Burenstraat in Paramaribo die bedrijfsmatige studies aanbiedt. De opleiding werd in 2000 gestart als Hogeschool Inholland Suriname en werd in 2012 overgenomen door het FHR Lim A Po Institute for Social Studies.

## Geschiedenis
Hogeschool Inholland, met acht vestigingen in Nederland, startte de schoolinstelling in 2000 met opleidingen in Bedrijfskunde, Bedrijfseconomie, Accountancy, MER (Management, Economie en Recht) en Humanresourcesmanagement. Nadat Inholland in Nederland in 2011 in opspraak raakte vanwege examenfraude, kreeg directeur Doekle Terpstra tijdens een bezoek aan de Surinaamse vestiging aan het eind van dat jaar een brief van docenten in handen, waarin zij hun misnoegen uitspraken over de Surinaamse directeur Callender. Nadat die enkele weken later opstapte, was daarmee ook de Surinaamse vestiging in opspraak. In mei 2012 maakte Inholland bekend de Surinaamse vestiging over te dragen aan het FHR Lim A Po Institute for Social Studies, dat eveneens in Paramaribo is gevestigd.
De ceremoniële overname vond plaats op 1 oktober 2012. Sindsdien hebben studenten van de schoolinstelling een nauwere aansluiting op masterstudies op het FHR Institute. De samenwerking tussen beide schoolinstellingen bleef hierna bestaan en in 2015 werden de eerste diploma's uitgereikt die los van Inholland tot stand kwamen en internationaal gecertificeerd zijn op grond van de IACBE.
In 2015 werd de samenwerking aangegaan met de Universiteit Maastricht, waarbij de lesprogramma's op elkaar werden afgestemd en bachelors na verloop van tijd dezelfde graad krijgen.

## Studenten
Hieronder volgen (voormalige) studenten met een artikel op Wikipedia:
- Clint Fazal Alikhan, bankdirecteur
- Serafija Niekoop, model en kunstenaar
- Praathna Sital, ondervoorzitter van het Nationaal Jeugdparlement en lid RvC van SLM
- Silvano Tjong Ahin, minister
- Rayen Vyent, voorzitter van het Nationaal Jeugdparlement en sociaal werker